# Heen en Weer X (schip, 1902)
Het voetveer Heen en Weer X werd in 1902 gebouwd door Van der Giessen in Krimpen aan den IJssel voor de firma K. Bohré & Co. Maatschappij tot Exploitatie van Overzetdiensten te Rotterdam en kreeg de naam Padang X. In totaal werden 10 identieke schepen aan de firma Bohré opgeleverd, waaronder ook de Padang VIII, de latere Heen en Weer VIII. Naar verluidt nam de firma het niet zo nauw met de verzorging van de schepen en het financieel bewind van het bedrijf. Per 1 januari 1909 werd de pachtvergunning van Bohré ingetrokken en werden de diensten en de 10 schepen van Bohré overgenomen door de gemeente Rotterdam. Ze werden ondergebracht in Reederij Heen en Weer. De voetveren Padang 1-10 kregen de namen Heen en Weer IV t/m XIII. De Padang X werd daarmee de Heen en Weer X. Daarna liet de gemeente nog 3 voetveren bouwen met de nummers XIV t/m XVI en 5 wagenveren.
In 1949 werd de stoommachine van het schip vervangen door een De Industrie dieselmotor en werd het open achterdek van een dekhuis voorzien. In de jaren vijftig voer de Heen en Weer X op de lijn Vlaardingen–Petroleumhavens. Na 19.00 uur nam het de dienst over van de wagenveren. In 1963 werden alle veren door de Scheepvaartinspectie afgekeurd, maar enkele schepen, waaronder de Heen en Weer X, kregen een tijdelijke goedkeuring. Te voorzien was dat ze binnen afzienbare tijd uit de vaart zouden worden genomen. De Rotterdamse metro zou namelijk de veren en de tramlijnen over de Maasbruggen vervangen. De metro werd geopend op 9 februari 1968.
De gemeentelijke veren werden die dag opgeheven en de schepen opgelegd in de Dokhaven, Charlois. De gemeenteraad van Rotterdam stemde ermee in dat de schepen aan Scouting zouden worden verkocht. Het schip werd op 12 januari 1970 in eigendom overgedragen aan de scoutinggroep Oranje-Blauw, voor ƒ 2.000,- De kosten om het schip voor het jeugdwerk geschikt te maken en veilig te laten gebruiken bedroegen zo'n ƒ 150.000,- Er werd onder andere een geheel nieuw vlak onder het schip aangebracht. Het schip kreeg de naam  Boekanier en werd het wachtschip, een varend clubhuis, voor Scoutinggroep Oranje Blauw, Groep 17 in Rotterdam.
Met hulp van donaties kon in de jaren tachtig een stalen dek worden aangebracht en allerlei noodzakelijke verbeteringen voor de veiligheid van de kinderen. 
Tijdens de coronajaren werd op de ligplaats meerdere malen ingebroken. Er zijn spullen vernield en gestolen en zwervers gebruikten het schip af en toe als slaapplaats. In 2023 verhoogde de gemeente Rotterdam ook nog sterk de huur en ontstonden problemen rond de ligplaats. Daarmee werd de scouting genoodzaakt het schip te verkopen aan een werf in Friesland. De werf is gespecialiseerd in het ombouwen van oude binnenschepen in woonboten.

## Gegevens
- Lengte over alles: 26,75 m
- Breedte: 5,45 m
- Diepgang: 1,7 m
- Laadvermogen:  58 ton
- Voortstuwing: 16 npk 2 cilinder compound-stoommachine en Schotse ketel serienummer 109 met een verwarmingsoppervlak 32 m² bij 8,26 atm, beide gebouwd door de firma Löhnis & Co. Vanaf 1949 een 80 pk Industrie 2VD6 motor voorzien door de werf D. en Joh. Boot te Alphen aan den Rijn. Motornr: 3428, type: 2VD6, 80 pk, 26.10.1949 geleverd aan havenbedrijf afd. Dokken en Veren Rotterdam ten behoeve van de Heen en Weer X